# 천안 만일사 오층석탑
만일사 오층석탑(晩日寺 五層石塔)은 대한민국 충청남도 천안시 성거읍, 만일사에 있는 오층석탑이다. 1984년 5월 17일 충청남도의 문화재자료 제254호로 지정되었다.
탑은 부처님의 사리나 유품을 모시기 위하여 만들어진 것이나 후에는 가람배치상의 필요에 의해 만들어졌다.
이 탑은 주변에 있는 유물과 석탑의 양식으로 보아 고려시대에 만들어진 것으로 짐작된다. 원래는 영산전 앞에 자리하고 있는 탑으로 1970년 법당을 고쳐 지을 때 마애불상 앞으로 옮긴 것이다.
하대중석(下臺中石)에 안상(眼象)이 새겨져 있다. 1층 지붕돌과 몸돌은 별개의 돌로 만들었으며, 층급 받침은 3단으로 되어 있다. 지붕돌의 낙수면은 짧고 두터워 뭉툭한 느낌을 주며 처마의 반전이 심하다. 상륜부(想輪部)에는 복발(覆鉢)이 얹혀 있고, 탑신의 네 면에는 1층에서 4층까지 모두 불상을 조각하고 있다.

## 같이 보기
- 만일사

## 참고 문헌
- 《문화재해설》, 충청남도, 1990년
- 《문화유적총람》사찰편, 충청남도, 1990년
- 《충남지역의 문화유적》7집, 백제문화개발연구원, 1993년
- 《천안시사》, 천안시, 1997년
- 《충청남도지정문화재해설집》, 충청남도, 2001년[1]

## 참고 자료
- 천안 만일사 오층석탑 - 국가유산청 국가유산포털